# Alois von Schmid

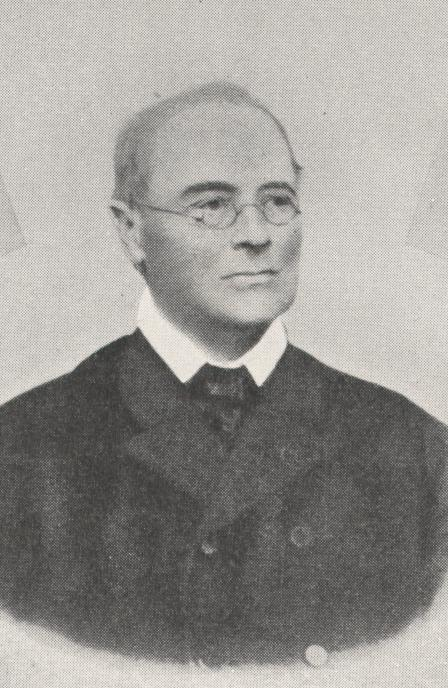
Prälat Schmid als Ehrenmitglied in der Festschrift zum 25-jährigen Gründungsjubiläum der katholischen Studentenverbindung "Alemannia" München, 1906

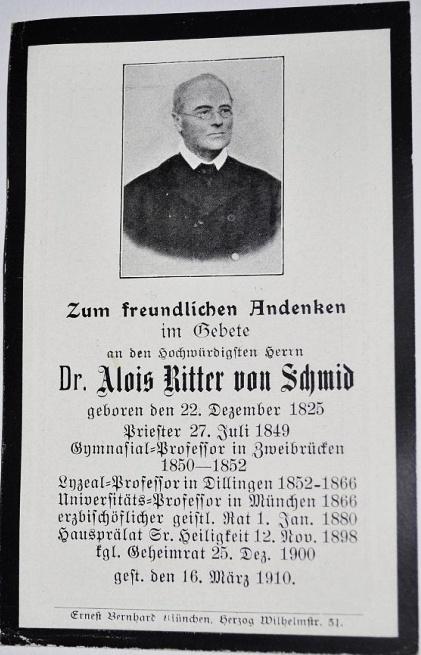
Sterbebildchen, 1910

Alois von Schmid, auch Aloys Schmid (* 22. Dezember 1825 in Zaumberg; † 16. März 1910 in München), war ein deutscher Theologe und Philosoph.

## Biografie
Alois von Schmid wurde als Sohn des katholischen Bauern Joseph Schmid in der oberallgäuischen Gemeinde Zaumberg (heute zu Immenstadt) geboren. Er besuchte das Gymnasium bei St. Stephan in Augsburg und studierte ab 1844 Philosophie und Theologie an der Ludwig-Maximilians-Universität München. Hier war er ein Schüler des späteren Bischofs Daniel Bonifaz von Haneberg.
Am 27. Juli 1849 wurde er im Augsburger Dom zum Priester geweiht und am 30. Juli 1850 promovierte er mit einer Arbeit „Über Ursprung, Wachstum und Verfall der Diözesansynoden“ an der Theologischen Fakultät der Universität München. Ab Herbst 1850 unterrichtete Schmid an der Studienanstalt Zweibrücken Religion und Geschichte und im Dezember 1852 wurde er zum Nachfolger des Religionsphilosophen Martin Deutinger (1815–1864) am Königlichen Lyzeum in Dillingen ernannt.
Seine Vorlesungen beschäftigten sich mit Logik, Metaphysik, Anthropologie, Ästhetik sowie Geschichte der Philosophie und Kunstgeschichte. Im November 1866 erhielt er einen Ruf an die Theologische Fakultät der Universität München. Sein Vorgänger war sein früherer Dogmatikprofessor Maximilian von Stadlbauer (1808–1866). 1878 wurde Schmid das Fach Apologetik übertragen, für deren Herauslösung aus der Dogmatik er lange gestritten hatte. 1894 überließ Schmid dem Theologen Leonhard Atzberger (1854–1918) die Dogmatik, um sich hauptsächlich der Apologetik widmen zu können.
1893 wurde Alois Schmid für seine akademischen Leistungen in den persönlichen Adelsstand erhoben und 1903 zum Königlichen Geheimrat ernannt. Im selben Jahr ließ er sich von der Vorlesungspflicht entbinden. Schmid trug außerdem die Ehrentitel "Päpstlicher Hausprälat", "Erzbischöflicher Geistlicher Rat" und "Königlicher Geheimrat".
Professor Andreas Schmid (1840–1911), Direktor des Priesterseminars Georgianum München, war sein Bruder; Alois Schmid (1854–1911), Reichstagsabgeordneter, sein Neffe.
Er war Ehrenmitglied der katholischen Studentenverbindung KDStV Aenania München im CV (ab 1874) und KSStV Alemannia München.

## Religionsphilosophie
Alois von Schmids religionsphilosophisches Anliegen war es, der Philosophia perennis von Platon, Aristoteles, Thomas von Aquin u. a. gegen moderne Strömungen (z. B. Hegel) neue Beachtung zu verschaffen. Dabei setzte er sich für eine Weiterentwicklung der Scholastik ein. Bei den Auseinandersetzungen im Vorfeld des Ersten Vatikanischen Konzils (1869–1870) um das Syllabus errorum und die Dogmatisierung der päpstlichen Unfehlbarkeit, bekräftigte Schmid seine konservativen theologischen Positionen. Schmid lehnte in der katholischen Kirchenverfassung alle konstitutionell-presbyterialen Vorstellungen zugunsten einer strengen Hierarchie ab. In seinen staatskirchenrechtlichen Vorstellungen lehnte er sich an den Ultramontanismus des französischen royalistischen Politikers Joseph de Maistre (1753–1821) an.

## Werke (Auswahl)
- Die Bisthumssynode. Verlag Manz, Regensburg 1850/51

1. Verfassung der Bisthumssynode. 1850. XX, 404 S.
2. Verfassungsgeschichte des Presbyteriums und der Bisthumssynode bei den germanischen Staaten bis zum Konzil von Trient, Bd. 1. 1851. VI, 234 S.
3. Verfassungsgeschichte der Bisthumssynode in den germanischen Staaten am Konzil von Trient bis zu ihrem Aufhören, Bd. 2. 1851. VI, 319 S.

- Entwicklungsgeschichte der Hegel'schen Logik. Ein Hilfsbuch zu einem geschichtlichen Studium derselben mit Berücksichtigung der neuesten Schriften von R. Haym u. K. Rosenkranz. Verlag Manz, Regensburg 1858. XVI, 264 S.
- Erkenntnißlehre. Herder, Freiburg/B. 1890 (2 Bde.).
- Die Thomistische und Scotistische Gewißheitslehre. Eine historisch-kritische Abhandlung. Dillingen 1859. 54 S.
- Wissenschaft und Auctorität. Mit besonderer Rücksicht auf die Schrift von Constantin v. Schäzlers „Neue Untersuchungen über das Dogma von der Gnade und das Wesen des christlichen Glaubens“. Lentner Verlag, München 1868. 239 S.
- Untersuchungen über den letzten Gewissheitsgrund des Offenbarungsglaubens. Stahl, München 1879. VII, 315 S.